# Medosavka modrolící
Medosavka modrolící (Entomyzon cyanotis) je druh pěvce z čeledi kystráčkovitých (Meliphagidae). Dorůstá velikosti kosa, měří 26–32 cm. Jedná se o jediného představitele rodu Entomyzon. Vyskytuje se v otevřených lesích, parcích a zahradách v severní a východní části Austrálie a na jihu Nové Guiney. Je částečně tažná. Zbarvení je rezavě hnědé s bílým břichem a hrdlem, na hlavě je černá čepička. dospělí ptáci jsou snadno rozpoznatelní díky neopeřené, modře zbarvené kůži na hlavě. Živí se převážně hmyzem, pavouky a jinými bezobratlými, ale požírá také nektar a měkké plody.
Pro svůj pěkný vzhled, nenáročnost a neposedné chování je tento druh často chován v zoologických zahradách. V České republice ho chová Zoo Praha, Safaripark Dvůr Králové nad Labem, Zoo Ostrava, Zoo Plzeň, Zoo Ústí nad Labem, Zoo Děčín a Zoo Brno. Na Slovensku je to Zoo Bojnice a Zoo Košice.